# Trespoux-Rassiels
Trespoux-Rassiels is een gemeente in het Franse departement Lot (regio Occitanie) en telt 666 inwoners (1999). De plaats maakt deel uit van het arrondissement Cahors.

## Geografie
De oppervlakte van Trespoux-Rassiels bedraagt 20,5 km², de bevolkingsdichtheid is 32,5 inwoners per km².
De onderstaande kaart toont de ligging van Trespoux-Rassiels met de belangrijkste infrastructuur en aangrenzende gemeenten.

## Demografie
Onderstaande figuur toont het verloop van het inwonertal (bron: INSEE-tellingen).